# Sharpsburg (Georgia)
Sharpsburg es un pueblo ubicado en el condado de Coweta en el estado estadounidense de Georgia. En el censo de 2000, su población era de 316.

## Demografía
En el 2000 la renta per cápita promedia del hogar era de $55,000, y el ingreso promedio para una familia era de $68,750. El ingreso per cápita para la localidad era de $23,169. Los hombres tenían un ingreso per cápita de $41,932 contra $26,250 para las mujeres.

## Geografía
Sharpsburg se encuentra ubicado en las coordenadas 33°20′22″N 84°39′1″O / 33.33944, -84.65028 (33.339337, -84.650155).
Según la Oficina del Censo, la localidad tiene un área total de 1,4 km² (0,5 mi²), de la cual 1,4 km² (0,5 mi²) es tierra y 0 km² (0 mi²) (0.00%) es agua.